# Jake Ellzey
John Kevin "Jake" Ellzey Sr. (Amarillo, Texas, 24 de enero de 1970) es un político estadounidense y exmilitar que se desempeña como representante de los Estados Unidos para el 6.º distrito congresional de Texas. Miembro del Partido Republicano, anteriormente ejerció como miembro de la Cámara de Representantes de Texas para el distrito 10 de enero a julio de 2021. Sirvió en la Armada de los Estados Unidos como piloto de combate, completando giras y operaciones en Afganistán e Irak.

## Biografía
Ellzey nació en Amarillo, Texas y se crio en Perryton. Obtuvo una licenciatura en ciencias políticas de la Academia Naval en 1992. Ellzey participó en varios vuelos militares en los 20 años que estuvo adscrito a la Armada antes de convertirse en piloto de una aerolínea comercial.
Desde que se retiró de la Marina, Ellzey ha trabajado como piloto para Southwest Airlines, también como consultor. Fue asistente social en la Oficina de la Casa Blanca durante la presidencia de George W. Bush. De 2012 a 2018, fue uno de los cinco comisionados de la Comisión de Veteranos de Texas. En 2018, Ellzey fue candidato por el 6.º distrito congresional de Texas. Durante su campaña, The Dallas Morning News lo respaldó. Ocupó el segundo lugar en las primarias republicanas, detrás de Ron Wright, quien ganó las elecciones generales.

### Cámara de Representantes de los Estados Unidos
Ellzey fue elegido miembro de la Cámara de Representantes de Texas en 2020 y asumió el cargo el 12 de enero de 2021. Renunció en julio de 2021 para ocupar su escaño en el Congreso. El gobernador Greg Abbott fijó el 31 de agosto de 2021 como fecha de elección para el escaño en el Distrito 10 de la Cámara de Representantes del Estado de Texas que dejó vacante Ellzey. El republicano Brian Harrison ganó el escaño, derrotando al representante que anteriormente lo ocupaba, John Wray.
El 26 de febrero de 2021, Ellzey anunció su candidatura en las elecciones especiales del sexto distrito del Congreso de Texas para reemplazar a Ron Wright, quien murió en el cargo el 7 de febrero. En la primaria general no partidista de 23 candidatos, Ellzey terminó en segundo lugar detrás de Susan, la viuda de Wright, quien había sido respaldada por el expresidente Donald Trump, y 354 votos por delante de la demócrata Jana Sánchez. El 2 de mayo, Sánchez concedió a Ellzey. El gobernador Greg Abbott fijó el 27 de julio como fecha especial para la segunda vuelta de las elecciones. Ellzey derrotó a Wright en la segunda vuelta, 53% a 47%. Prestó juramento el 30 de julio de 2021.